# Junichi Kawauchi
Junichi Kawauchi (河内淳一) (Asakusa Taitō (Tokio), Japón; 23 de abril de 1958), más conocido en las décadas de 1970, 1980 y 1990 por su nombre artístico "JUN-BOHN", es un músico, cantante, compositor, director y productor musical japonés.

## Biografía
Junichi colaboró con varias bandas y músicos japoneses entre 1973 y 1986. Sin embargo su salto a la fama ocurrió con Kuwata Band, un proyecto musical, al que se unieron distintos músicos japonés.
Debido a que Kuwata Band, tuvo un periodo de actividad reducido, en 1988 comenzó una carrera como solista manteniéndose activo hasta 1994. Desde entonces y hasta la actualidad, colabora nuevamente con varios músicos, como productor y compositor.

## Álbum como solista
- One Heart (1988)
- SWEET (1989)
- PRIVATE HEAVEN (1991)
- Juice (1992)